# Meginhard IV. von Hamaland
Meginhard IV. von Hamaland, auch bekannt als de Pont, (* um 923; † 1001) war Graf im Mühlgau, Auelgau und von Zutphen, Vogt von Geldern. Er war der Sohn von Wichard II. de Pont (Vogt von Geldern) und Sophia von Zutphen.